# Candor (Carolina del Nord)
Candor és una població dels Estats Units a l'estat de Carolina del Nord. Segons el cens del 2000 tenia 825 habitants.

## Demografia
Segons el cens del 2000, Candor tenia 825 habitants, 280 habitatges i 204 famílies. La densitat de població era de 267,7 habitants per km².
Dels 280 habitatges en un 30% hi vivien nens de menys de 18 anys, en un 56,1% hi vivien parelles casades, en un 11,4% dones solteres, i en un 27,1% no eren unitats familiars. En el 26,8% dels habitatges hi vivien persones soles el 12,1% de les quals corresponia a persones de 65 anys o més que vivien soles. El nombre mitjà de persones vivint en cada habitatge era de 2,76 i el nombre mitjà de persones que vivien en cada família era de 3,21.
Per edats la població es repartia de la següent manera: un 23,4% tenia menys de 18 anys, un 7,8% entre 18 i 24, un 27,2% entre 25 i 44, un 21,9% de 45 a 60 i un 19,8% 65 anys o més.
L'edat mediana era de 40 anys. Per cada 100 dones de 18 o més anys hi havia 92,7 homes.
La renda mediana per habitatge era de 37.917 $ i la renda mediana per família de 42.000 $. Els homes tenien una renda mediana de 27.031 $ mentre que les dones 20.673 $. La renda per capita de la població era de 15.107 $. Entorn del 8,3% de les famílies i el 14,4% de la població estaven per davall del llindar de pobresa.

## Poblacions més properes
El següent diagrama mostra les poblacions més properes.